# رابرت پرینس
رابرت پرینس (انگلیسی: Robert Prince؛ زادهٔ ۱ ژانویه ۲۰۰۰) یک موسیقی‌دان است.